# Atalanta Bergamasca Calcio 2013-2014
Questa voce raccoglie le informazioni riguardanti l'Atalanta Bergamasca Calcio nelle competizioni ufficiali della stagione 2013-2014.

## Stagione
Stefano Colantuono, confermato per il quarto anno consecutivo sulla panchina dell'Atalanta, convoca 32 giocatori per il ritiro di tre settimane in Val Seriana. La 53ª stagione in Serie A dei nerazzurri si apre sul neutro di Trieste, dove vengono sconfitti 2-1 dal Cagliari. La prima vittoria arriva nell'esordio casalingo contro il Torino, cui segue una striscia di tre sconfitte contro Napoli, Fiorentina e Parma. L'Atalanta riesce a reagire bene: battendo in fila Udinese, Chievo e Lazio si risolleva portandosi in settima posizione. Da qui inizia una sequenza negativa in trasferta con quattro sconfitte di seguito lontano da Bergamo (Sampdoria, Livorno, Sassuolo e Verona). Il rendimento casalingo resta comunque buono, grazie ai pareggi contro Inter e Roma e alla vittoria sul Bologna. L'anno si chiude con il pareggio raggiunto in extremis in casa del Genoa, seguito dal secondo ko interno in campionato contro la Juventus.
Nel 2014 i nerazzurri perdono la prima partita dell'anno a San Siro contro il Milan, ottenendo poi due successi interni su Catania e Cagliari utili per allontanarsi dalla zona pericolosa della classifica. Dopo il ko sul campo del Torino, l'Atalanta ottiene una larga vittoria sul Napoli e perde le due gare successive contro Fiorentina e Parma. Lo 0-4 interno con i ducali rappresenta una svolta importante della stagione dei nerazzurri, i quali dopo un pareggio a Udine avviano la striscia record di sei vittorie consecutive in Serie A che fa sognare la qualificazione europea. Con queste 6 vittorie di fila e i 46 punti conquistati, Colantuono riesce a salvare l'Atalanta con ben 7 gare d'anticipo entrando nella storia del club. La serie positiva si infrange per mano della matricola Sassuolo, capace di battere i nerazzurri sia all'andata che al ritorno. Seguono altri due ko contro Roma e Verona che spengono i sogni europei dell'Atalanta, fermata sull'1-1 dal Genoa nel terzo pareggio interno casalingo del campionato. I nerazzurri ritrovano motivazioni nelle ultime partite, cedendo di misura alla Juventus campione d'Italia e battendo 2-1 il Milan nell'ultima partita in casa del campionato. L'Atalanta conclude il torneo con 50 punti, il secondo miglior risultato di sempre nella sua storia.

## Divise e sponsor
Lo sponsor tecnico per la stagione 2013-2014 è Erreà, mentre lo sponsor ufficiale è AXA Assicurazioni. Il secondo sponsor di maglia è Konica Minolta.
La prima maglia è a strisce verticali nere e azzurre, calzoncini e calzettoni neri. La seconda maglia è a strisce verticali gialle e nere, calzoncini gialli e calzettoni gialli con risvolti neri. La terza maglia è argento con polsini neri, calzoncini argento e calzettoni neri.

In occasione della gara contro la Juventus del 22 dicembre, è stata indossata una particolare maglia rossa per festeggiare la festività del Natale.
| Casa | Trasferta | Terza Divisa | Christmas match |

## Organigramma societario
Area direttiva
- Presidente: Antonio Percassi
- Amministratore delegato: Luca Percassi
- Direttore generale: Pierpaolo Marino
- Consiglieri: Enrico Felli, Isidoro Fratus, Marino Lazzarini, Maurizio Radici, Roberto Selini, Mario Volpi
- Amministrazione controllo e finanza: Gianmarco Gandolfi

Area organizzativa
- Segretario generale: Fabio Rizzitelli
- Team manager: Mirco Moioli
- Delegato allo stadio: Carlo Valenti
- Responsabile biglietteria: Omar Valenti

Area comunicazione e marketing
- Responsabile comunicazione: Elisa Persico
- Addetto Stampa: Andrea Lazzaroni
- Direttore marketing: Enrico Busto
- Licensing manager: Sara Basile

Area tecnica
- Direttore sportivo: Gabriele Zamagna
- Allenatore: Stefano Colantuono
- Preparatore atletico: Marco Montesanto
- Preparatore dei portieri: Mariano Coccia
- Collaboratori tecnici: Michele Armenise e Roberto Beni
- Recupero infortunati: Francesco Vaccariello
- Responsabile area scouting: Giuseppe Corti
- Responsabile settore giovanile: Mino Favini

Area sanitaria
- Responsabile sanitario: Paolo Amaddeo
- Massaggiatori: Alfredo Adami, Marcello Ginami, Renato Gotti

## Rosa
| N. |                      | Ruolo | Calciatore                   |
| -- | -------------------- | ----- | ---------------------------- |
| 2  | Italia (bandiera)    | D     | Guglielmo Stendardo          |
| 3  | Italia (bandiera)    | D     | Stefano Lucchini             |
| 4  | Italia (bandiera)    | D     | Daniele Capelli              |
| 4  | Argentina (bandiera) | D     | Lionel Scaloni               |
| 5  | Italia (bandiera)    | C     | Luigi Giorgi                 |
| 6  | Italia (bandiera)    | D     | Gianpaolo Bellini (capitano) |
| 7  | Croazia (bandiera)   | A     | Marko Livaja                 |
| 8  | Italia (bandiera)    | C     | Giulio Migliaccio            |
| 9  | Italia (bandiera)    | A     | Matteo Ardemagni             |
| 9  | Uruguay (bandiera)   | A     | Rúben Bentancourt            |
| 10 | Italia (bandiera)    | C     | Giacomo Bonaventura          |
| 11 | Argentina (bandiera) | A     | Maximiliano Moralez          |
| 13 | Italia (bandiera)    | D     | Michele Canini               |
| 15 | Italia (bandiera)    | D     | Mattia Caldara               |
| 16 | Italia (bandiera)    | P     | Ciro Polito                  |
| 17 | Cile (bandiera)      | C     | Carlos Carmona               |
| 18 | Italia (bandiera)    | C     | Daniele Baselli              |
| 19 | Argentina (bandiera) | A     | Germán Denis                 |
| 20 | Paraguay (bandiera)  | C     | Marcelo Estigarribia         |

| N. |                           | Ruolo | Calciatore           |
| -- | ------------------------- | ----- | -------------------- |
| 21 | Italia (bandiera)         | C     | Luca Cigarini        |
| 23 | Italia (bandiera)         | C     | Franco Brienza       |
| 27 | Italia (bandiera)         | D     | Cristiano Del Grosso |
| 28 | Italia (bandiera)         | D     | Davide Brivio        |
| 29 | Tunisia (bandiera)        | D     | Yohan Benalouane     |
| 33 | Colombia (bandiera)       | D     | Mario Yepes          |
| 37 | Italia (bandiera)         | P     | Marco Sportiello     |
| 44 | Italia (bandiera)         | C     | Riccardo Cazzola     |
| 47 | Italia (bandiera)         | P     | Andrea Consigli      |
| 61 | Italia (bandiera)         | C     | Roberto Gagliardini  |
| 77 | Italia (bandiera)         | D     | Cristian Raimondi    |
| 78 | Italia (bandiera)         | P     | Giorgio Frezzolini   |
| 89 | Italia (bandiera)         | A     | Guido Marilungo      |
| 90 | Costa d'Avorio (bandiera) | C     | Moussa Koné          |
| 91 | Italia (bandiera)         | A     | Giuseppe De Luca     |
| 92 | Italia (bandiera)         | C     | Gianluca Barba       |
| 93 | Romania (bandiera)        | D     | Constantin Nica      |
| 95 | Svezia (bandiera)         | C     | Joakim Olausson      |
| 96 | Italia (bandiera)         | D     | Mario Pugliese       |

## Calciomercato

### Sessione estiva(dall'1/07 al 02/09)
L'Atalanta ingaggia il difensore centrale svincolato Mario Yepes. Dalla Dinamo Bucarest arriva il giovane terzino Constantin Nica, astro nascente del calcio rumeno. Ritorna in maglia nerazzurra Giulio Migliaccio dopo sei stagioni al Palermo, di cui l'ultima in prestito alla Fiorentina. Viene riscattato l'intero cartellino di Daniele Baselli con il Cittadella e metà di quello di Luca Cigarini con il Napoli. Sono rinnovate le compartecipazioni di Michele Canini, James Troisi e Marko Livaja. Ivan Radovanović e Matteo Ardemagni sono ceduti al Chievo, mentre i cartellini di Federico Peluso e Manolo Gabbiadini diventano completamente di proprietà della Juventus. Daniele Capelli e Matteo Contini sono ceduti in prestito rispettivamente al Cesena e alla Juve Stabia.
| Acquisti | Acquisti              | Acquisti           | Acquisti                   |
| R.       | Nome                  | da                 | Modalità                   |
| -------- | --------------------- | ------------------ | -------------------------- |
| P        | Simone Colombi        | Modena             | fine prestito              |
| P        | Francesco Rossi       | Cuneo              | fine prestito              |
| P        | Marco Sportiello      | Carpi              | fine prestito              |
| D        | Alberto Almici        | Lanciano           | fine prestito              |
| D        | Michele Canini        | Genoa              | rinnovo compartecipazione  |
| D        | Carlo Cremaschi       | Tritium            | fine prestito              |
| D        | Luigi Djibo           | Sambenedettese     | fine prestito              |
| D        | Matteo Gentili        | Vicenza            | fine prestito              |
| D        | Prince-Désir Gouano   | Juventus           | compartecipazione          |
| D        | Carlos Matheu         | Siena              | fine prestito              |
| D        | Constantin Nica       | Dinamo Bucarest    | definitivo (1,6 milioni €) |
| D        | Marcello Possenti     | Lumezzane          | fine prestito              |
| D        | Emanuele Suagher      | Pisa               | fine prestito              |
| D        | Mario Yepes           |                    | svincolato                 |
| C        | Daniele Baselli       | Cittadella         | riscatto compartecipazione |
| C        | Luca Cigarini         | Napoli             | compartecipazione          |
| C        | Luigi Giorgi          | Novara             | definitivo (700.000 €)     |
| C        | Moussa Koné           | Varese             | fine prestito              |
| C        | Giulio Migliaccio     | Palermo            | definitivo                 |
| C        | Salvatore Molina      | Barletta           | fine prestito              |
| C        | Christian Monacizzo   | Tritium            | fine prestito              |
| C        | Luigi Filippo Ronzoni | Lecco              | riscatto compartecipazione |
| C        | Matteo Scozzarella    | Ternana            | fine prestito              |
| C        | James Troisi          | Juventus           | rinnovo compartecipazione  |
| A        | Matteo Ardemagni      | Modena             | fine prestito              |
| A        | Nicolò Boldini        | Rigamonti Nuvolera | fine prestito              |
| A        | Edoardo Ceria         | Juventus           | compartecipazione          |
| A        | Giuseppe De Luca      | Varese             | riscatto della metà        |
| A        | Leonardo Gatto        | Pisa               | riscatto compartecipazione |
| A        | Marko Livaja          | Inter              | rinnovo compartecipazione  |
| A        | Gabriel Lunetta       | Lecco              | riscatto compartecipazione |
| A        | Simone Magnaghi       | Viareggio          | fine prestito              |
| A        | Giacomo Parigi        | Arezzo             | riscatto compartecipazione |

| Cessioni | Cessioni            | Cessioni                 | Cessioni                                       |
| R.       | Nome                | a                        | Modalità                                       |
| -------- | ------------------- | ------------------------ | ---------------------------------------------- |
| P        | Alessandro Bianucci | Varese                   | prestito                                       |
| P        | Simone Colombi      | Padova                   | prestito                                       |
| P        | Andrea Montrucchio  | Juventus                 | fine prestito                                  |
| P        | Francesco Rossi     | Pavia                    | prestito                                       |
| P        | Andrea Seveso       | Carpi                    | prestito                                       |
| D        | Alberto Almici      | Cesena                   | prestito                                       |
| D        | Dario Bagni         | Carpi                    | prestito                                       |
| D        | Luca Barlocco       | Juventus                 | compartecipazione (950.000 €)                  |
| D        | Daniele Capelli     | Cesena                   | prestito                                       |
| D        | Stefano Cason       | Varese                   | prestito                                       |
| D        | Andrea Conti        | Perugia                  | prestito                                       |
| D        | Matteo Contini      | Juve Stabia              | prestito                                       |
| D        | Carlo Cremaschi     | Nocerina                 | prestito                                       |
| D        | Michele De Feo      | Accademia Internazionale | fine prestito                                  |
| D        | Alessandro De Leidi | Barletta                 | risoluzione compartecipazione                  |
| D        | Gianluca Delledonne | Carpi                    | prestito                                       |
| D        | Luigi Djibo         | Aversa Normanna          | prestito                                       |
| D        | Michele Ferri       |                          | svincolato                                     |
| D        | Matteo Gentili      | Reggina                  | prestito                                       |
| D        | Prince-Désir Gouano | RKC Waalwijk             | prestito                                       |
| D        | Carlos Matheu       | Siena                    | definitivo                                     |
| D        | Luca Milesi         | Benevento                | prestito                                       |
| D        | Federico Peluso     | Juventus                 | risoluzione compartecipazione (4,8 milioni €)  |
| D        | Marcello Possenti   | Reggiana                 | compartecipazione                              |
| D        | Alex Redolfi        | Como                     | prestito                                       |
| D        | Emanuele Suagher    | Crotone                  | prestito                                       |
| D        | Riccardo Tantardini | Feralpisalò              | compartecipazione                              |
| C        | Davide Agazzi       | Savona                   | rinnovo compartecipazione                      |
| C        | Migjen Basha        | Torino                   | risoluzione compartecipazione (1,15 milioni €) |
| C        | Davide Biondini     | Genoa                    | fine prestito                                  |
| C        | Marco Buonavita     | Margine Coperta          | fine prestito                                  |
| C        | Elia Cortesi        | Carpi                    | rinnovo compartecipazione                      |
| C        | Luigi Giorgi        | Novara                   | fine prestito                                  |
| C        | Nicola Madonna      | Spezia                   | rinnovo compartecipazione                      |
| C        | Nicola Malaccari    | Gubbio                   | rinnovo compartecipazione                      |
| C        | Nadir Minotti       | Lanciano                 | rinnovo prestito                               |
| C        | Salvatore Molina    | Modena                   | prestito                                       |
| C        | Valerio Nava        | Novara                   | prestito                                       |
| C        | Chris Ikonomidis    | Lazio                    | definitivo                                     |
| C        | Antonio Palma       | Nocerina                 | prestito                                       |
| C        | Ivan Radovanović    | Chievo                   | definitivo                                     |
| C        | Matteo Scozzarella  | Juve Stabia              | prestito                                       |
| C        | Nicolò Tonon        | Pro Patria               | prestito                                       |
| C        | Stefano Tonsi       | Inter                    | fine prestito                                  |
| C        | James Troisi        | Melbourne Victory        | prestito                                       |
| C        | Matteo Valota       | Carpi                    | prestito                                       |
| C        | Marco Villanova     | San Marino               | risoluzione compartecipazione                  |
| C        | Michele Villanova   | Aversa Normanna          | prestito                                       |
| C        | Davide Zappacosta   | Avellino                 | rinnovo compartecipazione                      |
| A        | Matteo Ardemagni    | Chievo                   | prestito                                       |
| A        | Filippo Bini        | Brescia                  | definitivo                                     |
| A        | Igor Budan          | Palermo                  | fine prestito                                  |
| A        | Davide Cais         | Reggiana                 | prestito                                       |
| A        | Marco De Anna       | Sacilese                 | fine prestito                                  |
| A        | Pasquale De Vita    | Verona                   | rinnovo compartecipazione                      |
| A        | Manolo Gabbiadini   | Juventus                 | risoluzione compartecipazione (5,5 milioni €)  |
| A        | Leonardo Gatto      | Lanciano                 | prestito                                       |
| A        | Luca Gravina        | Alcione                  | fine prestito                                  |
| A        | Simone Magnaghi     | Virtus Entella           | prestito                                       |
| A        | Doudou Mangni       | Modena                   | prestito                                       |
| A        | Facundo Parra       | Chacarita Juniors        | fine prestito                                  |
| A        | Nejc Praprotnik     |                          | svincolato                                     |
| A        | Stefano Romano      | Varese                   | rinnovo prestito                               |
| A        | Nicolò Rota         | Monza                    | fine prestito                                  |
| A        | Dejan Tosetti       | Pergolettese             | prestito                                       |
| A        | Giorgio Verga       | Tritium                  | fine prestito                                  |

### Sessione invernale(dal 03/01 al 31/01)
Nel mercato invernale l'Atalanta opera tre acquisti. Dal Parma arriva il difensore francese Yohan Benalouane, dal Chievo il centrocampista paraguaiano Marcelo Estigarribia e dal PSV l'attaccante uruguaiano Rúben Bentancourt. In uscita Ciro Polito, ceduto al Sassuolo, Canini al Chievo, Roberto Gagliardini e Guido Marilungo al Cesena.
| Acquisti | Acquisti             | Acquisti       | Acquisti                   |
| R.       | Nome                 | da             | Modalità                   |
| -------- | -------------------- | -------------- | -------------------------- |
| P        | Simone Colombi       | Padova         | fine prestito              |
| D        | Alberto Almici       | Cesena         | fine prestito              |
| D        | Yohan Benalouane     | Parma          | prestito                   |
| D        | Matteo Gentili       | Reggina        | fine prestito              |
| C        | Simone Emmanuello    | Juventus       | compartecipazione          |
| C        | Marcelo Estigarribia | Dep. Maldonado | prestito                   |
| C        | Antonio Palma        | Nocerina       | fine prestito              |
| C        | Matteo Scozzarella   | Juve Stabia    | fine prestito              |
| A        | Matteo Ardemagni     | Chievo         | fine prestito              |
| A        | Rúben Bentancourt    | PSV            | definitivo (1,5 milioni €) |
| A        | Davide Cais          | Reggiana       | fine prestito              |
| A        | Simone Magnaghi      | Virtus Entella | fine prestito              |

| Cessioni | Cessioni            | Cessioni     | Cessioni          |
| R.       | Nome                | a            | Modalità          |
| -------- | ------------------- | ------------ | ----------------- |
| P        | Simone Colombi      | Carpi        | prestito          |
| P        | Ciro Polito         | Sassuolo     | definitivo        |
| D        | Alberto Almici      | Padova       | prestito          |
| D        | Michele Canini      | Chievo       | prestito          |
| D        | Matteo Gentili      | Vicenza      | compartecipazione |
| C        | Roberto Gagliardini | Cesena       | prestito          |
| C        | Antonio Palma       | Como         | prestito          |
| C        | Simone Emmanuello   | Pro Vercelli | prestito          |
| C        | Andrea Rascaroli    | Arezzo       | prestito          |
| C        | Matteo Scozzarella  | Spezia       | prestito          |
| A        | Matteo Ardemagni    | Carpi        | prestito          |
| A        | Davide Cais         | Juventus     | compartecipazione |
| A        | Simone Magnaghi     | Prato        | prestito          |
| A        | Guido Marilungo     | Cesena       | prestito          |

## Risultati

### Serie A

#### Girone di andata
| Arbitro: | Irrati (Pistoia) |

|                            |           |               |
| Nainggolan 28’ Cabrera 63’ | Marcatori | 27’ Stendardo |

| Arbitro: | Bergonzi (Genova) |

|                            |           |  |
| Stendardo 57’ Lucchini 81’ | Marcatori |  |

| Arbitro: | Rocchi (Firenze) |

|                          |           |  |
| Higuaín 71’ Callejón 81’ | Marcatori |  |

| Arbitro: | Damato (Barletta) |

|  |           |                         |
|  | Marcatori | 41’ Fernández 69’ Rossi |

| Arbitro: | Gervasoni (Mantova) |

|                                     |           |                                      |
| Mesbah 19’ Parolo 28’, 40’ Rosi 35’ | Marcatori | 20’ Bonaventura 44’ Denis 78’ Livaja |

| Arbitro: | Giacomelli (Trieste) |

|                  |           |  |
| Denis 45+1’, 63’ | Marcatori |  |

| Arbitro: | Doveri (Roma) |

|  |           |             |
|  | Marcatori | 16’ Moralez |

| Arbitro: | Russo (Nola) |

|                        |           |           |
| Cigarini 41’ Denis 84’ | Marcatori | 53’ Perea |

| Arbitro: | Irrati (Pistoia) |

|             |           |  |
| Mustafi 56’ | Marcatori |  |

| Arbitro: | Rizzoli (Bologna) |

|           |           |             |
| Denis 25’ | Marcatori | 16’ Álvarez |

| Arbitro: | Russo (Nola) |

|              |           |  |
| Paulinho 11’ | Marcatori |  |

| Arbitro: | Doveri (Roma) |

|                         |           |             |
| Brivio 73’ Livaja 90+3’ | Marcatori | 76’ Bianchi |

| Arbitro: | Valeri (Roma) |

|                      |           |  |
| Zaza 63’ Berardi 67’ | Marcatori |  |

| Arbitro: | Damato (Barletta) |

|            |           |               |
| Brivio 51’ | Marcatori | 90’ Strootman |

| Arbitro: | De Marco (Chiavari) |

|                               |           |           |
| Gomez 82’ Jorginho 87’ (rig.) | Marcatori | 42’ Denis |

| Arbitro: | Banti (Livorno) |

|                |           |               |
| Bertolacci 72’ | Marcatori | 90+4’ De Luca |

| Arbitro: | Celi (Bari) |

|             |           |                                           |
| Moralez 15’ | Marcatori | 6’ Tévez 46’ Pogba 75’ Llorente 79’ Vidal |

| Arbitro: | Peruzzo (Schio) |

|                             |           |  |
| Kaká 35’, 65’ Cristante 67’ | Marcatori |  |

| Arbitro: | Massa (Imperia) |

|                       |           |          |
| Denis 67’ Moralez 86’ | Marcatori | 89’ Leto |

#### Girone di ritorno
| Arbitro: | Mariani (Aprilia) |

|                 |           |  |
| Bonaventura 68’ | Marcatori |  |

| Arbitro: | Tagliavento (Terni) |

|                  |           |  |
| Cerci 60’ (rig.) | Marcatori |  |

| Arbitro: | Rizzoli (Bologna) |

|                            |           |  |
| Denis 47’, 64’ Moralez 70’ | Marcatori |  |

| Arbitro: | Guida (Torre Annunziata) |

|                       |           |  |
| Iličič 16’ Wolski 86’ | Marcatori |  |

| Arbitro: | Tommasi (Bassano del Grappa) |

|  |           |                                                               |
|  | Marcatori | 9’ Molinaro 74’ (aut.) Benalouane 77’ Cassano 90+3’ Schelotto |

| Arbitro: | Di Bello (Brindisi) |

|                      |           |            |
| Di Natale 71’ (rig.) | Marcatori | 24’ Brivio |

| Arbitro: | Celi (Bari) |

|                          |           |              |
| Carmona 21’ Cigarini 85’ | Marcatori | 72’ Dainelli |

| Arbitro: | Peruzzo (Schio) |

|  |           |             |
|  | Marcatori | 60’ Moralez |

| Arbitro: | Cervellera (Taranto) |

|                                       |           |  |
| Carmona 36’ Bonaventura 42’ Denis 55’ | Marcatori |  |

| Arbitro: | Giacomelli (Trieste) |

|            |           |                      |
| Icardi 36’ | Marcatori | 35’, 90’ Bonaventura |

| Arbitro: | De Marco (Chiavari) |

|                       |           |  |
| De Luca 22’ Denis 59’ | Marcatori |  |

| Arbitro: | Valeri (Roma) |

|  |           |                              |
|  | Marcatori | 22’ De Luca 26’ Estigarribia |

| Arbitro: | Orsato (Schio) |

|  |           |                  |
|  | Marcatori | 33’, 71’ Sansone |

| Arbitro: | Guida (Torre Annunziata) |

|                                    |           |                |
| Taddei 13’ Ljajić 44’ Gervinho 63’ | Marcatori | 78’ Migliaccio |

| Arbitro: | Minelli (Varese) |

|           |           |                     |
| Denis 87’ | Marcatori | 53’ Donati 72’ Toni |

| Arbitro: | Peruzzo (Schio) |

|             |           |               |
| De Luca 82’ | Marcatori | 27’ De Ceglie |

| Arbitro: | De Marco (Chiavari) |

|            |           |  |
| Padoin 72’ | Marcatori |  |

| Arbitro: | Rizzoli (Bologna) |

|                                |           |                    |
| Denis 68’ (rig.) Brienza 90+6’ | Marcatori | 51’ (aut.) Bellini |

| Arbitro: | Aureliano (Bologna) |

|                                 |           |          |
| Lodi 65’ Bergessio 90+1’ (rig.) | Marcatori | 80’ Koné |

### Coppa Italia

#### Turni preliminari
| Arbitro: | Tommasi (Bassano del Grappa) |

|                            |           |  |
| Livaja 7’, 31’ De Luca 75’ | Marcatori |  |

| Arbitro: | Baracani (Firenze) |

|                      |           |  |
| Koné 54’ De Luca 72’ | Marcatori |  |

#### Fase finale
| Arbitro: | De Marco (Chiavari) |

|                               |           |             |
| Callejón 15’, 80’ Insigne 72’ | Marcatori | 13’ De Luca |

## Statistiche

### Statistiche di squadra
| Competizione | Punti | In casa | In casa | In casa | In casa | In casa | In casa | In trasferta | In trasferta | In trasferta | In trasferta | In trasferta | In trasferta | Totale | Totale | Totale | Totale | Totale | Totale | DR |
| Competizione | Punti | G       | V       | N       | P       | Gf      | Gs      | G            | V            | N            | P            | Gf           | Gs           | G      | V      | N      | P      | Gf     | Gs     | DR |
| ------------ | ----- | ------- | ------- | ------- | ------- | ------- | ------- | ------------ | ------------ | ------------ | ------------ | ------------ | ------------ | ------ | ------ | ------ | ------ | ------ | ------ | -- |
| Serie A      | 50    | 19      | 11      | 3       | 5       | 28      | 22      | 19           | 4            | 2            | 13           | 15           | 29           | 38     | 15     | 5      | 18     | 43     | 51     | -8 |
| Coppa Italia | -     | 2       | 2       | 0       | 0       | 5       | 0       | 1            | 0            | 0            | 1            | 1            | 3            | 3      | 2      | 0      | 1      | 6      | 3      | +3 |
| Totale       | -     | 21      | 13      | 3       | 5       | 33      | 22      | 20           | 4            | 2            | 14           | 16           | 32           | 41     | 17     | 5      | 19     | 49     | 54     | -5 |

### Andamento in campionato
| Giornata  | 1  | 2 | 3  | 4  | 5  | 6  | 7  | 8 | 9 | 10 | 11 | 12 | 13 | 14 | 15 | 16 | 17 | 18 | 19 | 20 | 21 | 22 | 23 | 24 | 25 | 26 | 27 | 28 | 29 | 30 | 31 | 32 | 33 | 34 | 35 | 36 | 37 | 38 |
| --------- | -- | - | -- | -- | -- | -- | -- | - | - | -- | -- | -- | -- | -- | -- | -- | -- | -- | -- | -- | -- | -- | -- | -- | -- | -- | -- | -- | -- | -- | -- | -- | -- | -- | -- | -- | -- | -- |
| Luogo     | T  | C | T  | C  | T  | C  | T  | C | T | C  | T  | C  | T  | C  | T  | T  | C  | T  | C  | C  | T  | C  | T  | C  | T  | C  | T  | C  | T  | C  | T  | C  | T  | C  | C  | T  | C  | T  |
| Risultato | P  | V | P  | P  | P  | V  | V  | V | P | N  | P  | V  | P  | N  | P  | N  | P  | P  | V  | V  | P  | V  | P  | P  | N  | V  | V  | V  | V  | V  | V  | P  | P  | P  | N  | P  | V  | P  |
| Posizione | 12 | 9 | 13 | 15 | 17 | 13 | 11 | 7 | 9 | 9  | 9  | 9  | 10 | 11 | 13 | 13 | 15 | 15 | 13 | 12 | 12 | 12 | 13 | 14 | 14 | 13 | 13 | 9  | 8  | 7  | 7  | 8  | 11 | 11 | 11 | 11 | 11 | 11 |

Fonte:  Serie A – Classifiche, su sport.sky.it, Sky Sport. URL consultato il 7 settembre 2013 (archiviato dall'url originale l'11 settembre 2014).
Legenda:

Luogo: C = Casa; T = Trasferta. Risultato: V = Vittoria; N = Pareggio; P = Sconfitta.

### Statistiche dei giocatori
| Giocatore       | Serie A  | Serie A | Serie A     | Serie A    | Coppa Italia | Coppa Italia | Coppa Italia | Coppa Italia | Totale   | Totale | Totale      | Totale     |
| Giocatore       | Presenze | Reti    | Ammonizioni | Espulsioni | Presenze     | Reti         | Ammonizioni  | Espulsioni   | Presenze | Reti   | Ammonizioni | Espulsioni |
| --------------- | -------- | ------- | ----------- | ---------- | ------------ | ------------ | ------------ | ------------ | -------- | ------ | ----------- | ---------- |
| M. Ardemagni    | -        | -       | -           | -          | -            | -            | -            | -            | -        | -      | -           | -          |
| G. Barba        | -        | -       | -           | -          | 1            | 0            | 0            | 0            | 1        | 0      | 0           | 0          |
| D. Baselli      | 28       | 0       | 1           | 0          | 3            | 0            | 0            | 0            | 31       | 0      | 1           | 0          |
| G. Bellini      | 9        | 0       | 0           | 0          | 0            | 0            | 0            | 0            | 9        | 0      | 0           | 0          |
| Y. Benalouane   | 17       | 0       | 4           | 0          | 1            | 0            | 1            | 0            | 18       | 0      | 5           | 0          |
| R. Bentancourt  | 3        | 0       | 0           | 0          | -            | -            | -            | -            | 3        | 0      | 0           | 0          |
| G. Bonaventura  | 31       | 5       | 2           | 0          | 0            | 0            | 0            | 0            | 31       | 5      | 2           | 0          |
| F. Brienza      | 18       | 1       | 0           | 0          | 0            | 0            | 0            | 0            | 18       | 1      | 0           | 0          |
| D. Brivio       | 23       | 3       | 2           | 1          | 0            | 0            | 0            | 0            | 23       | 3      | 2           | 1          |
| M. Caldara      | 1        | 0       | 0           | 0          | -            | -            | -            | -            | 1        | 0      | 0           | 0          |
| M. Canini       | 8        | 0       | 3           | 0          | 1            | 0            | 0            | 0            | 9        | 0      | 3           | 0          |
| D. Capelli      | -        | -       | -           | -          | -            | -            | -            | -            | -        | -      | -           | -          |
| C. Carmona      | 32       | 2       | 9           | 1          | 1            | 0            | 0            | 0            | 33       | 2      | 9           | 1          |
| R. Cazzola      | 6        | 0       | 0           | 1          | 1            | 0            | 1            | 0            | 7        | 0      | 1           | 1          |
| L. Cigarini     | 33       | 2       | 11          | 2          | 3            | 0            | 0            | 0            | 36       | 2      | 11          | 2          |
| A. Consigli     | 35       | -48     | 3           | 0          | 1            | 0            | 0            | 0            | 36       | -48    | 3           | 0          |
| C. Del Grosso   | 19       | 0       | 4           | 0          | 1            | 0            | 0            | 0            | 20       | 0      | 4           | 0          |
| G. De Luca      | 17       | 4       | 2           | 0          | 3            | 3            | 0            | 0            | 20       | 7      | 2           | 0          |
| G. Denis        | 37       | 13      | 3           | 0          | 1            | 0            | 0            | 0            | 38       | 13     | 3           | 0          |
| M. Estigarribia | 12       | 1       | 2           | 0          | -            | -            | -            | -            | 12       | 1      | 2           | 0          |
| G. Frezzolini   | 0        | 0       | 0           | 0          | 0            | 0            | 0            | 0            | 0        | 0      | 0           | 0          |
| R. Gagliardini  | 0        | 0       | 0           | 0          | 1            | 0            | 0            | 0            | 1        | 0      | 0           | 0          |
| L. Giorgi       | 1        | 0       | 0           | 0          | 1            | 0            | 0            | 0            | 2        | 0      | 0           | 0          |
| M. Koné         | 8        | 1       | 1           | 0          | 2            | 1            | 0            | 0            | 10       | 2      | 1           | 0          |
| M. Livaja       | 20       | 2       | 3           | 0          | 3            | 2            | 2            | 0            | 23       | 4      | 5           | 0          |
| S. Lucchini     | 19       | 1       | 5           | 0          | 1            | 0            | 0            | 0            | 20       | 1      | 5           | 0          |
| G. Marilungo    | 6        | 0       | 0           | 0          | 3            | 0            | 0            | 0            | 9        | 0      | 0           | 0          |
| G. Migliaccio   | 19       | 1       | 6           | 0          | 2            | 0            | 1            | 0            | 21       | 1      | 7           | 0          |
| M. Moralez      | 32       | 5       | 1           | 0          | 1            | 0            | 0            | 0            | 33       | 5      | 1           | 0          |
| C. Nica         | 7        | 0       | 1           | 1          | 3            | 0            | 1            | 0            | 10       | 0      | 2           | 1          |
| J. Olausson     | 1        | 0       | 0           | 0          | -            | -            | -            | -            | 1        | 0      | 0           | 0          |
| C. Polito       | 0        | 0       | 0           | 0          | 1            | -3           | 0            | 0            | 1        | -3     | 0           | 0          |
| M. Pugliese     | -        | -       | -           | -          | 1            | 0            | 0            | 0            | 1        | 0      | 0           | 0          |
| C. Raimondi     | 30       | 0       | 7           | 0          | 1            | 0            | 0            | 0            | 31       | 0      | 7           | 0          |
| L. Scaloni      | 5        | 0       | 0           | 0          | -            | -            | -            | -            | 5        | 0      | 0           | 0          |
| M. Sportiello   | 3        | -3      | 0           | 0          | 1            | 0            | 0            | 0            | 4        | -3     | 0           | 0          |
| G. Stendardo    | 28       | 2       | 9           | 0          | 2            | 0            | 0            | 0            | 30       | 2      | 9           | 0          |
| M. Yepes        | 24       | 0       | 8           | 0          | 2            | 0            | 0            | 1            | 26       | 0      | 8           | 1          |

## Giovanili
In questa stagione la società ha deciso di ritirare le formazioni Berretti e Allievi Regionali.

### Organigramma societario
Area direttiva
- Responsabile settore giovanile: Mino Favini
- Vice-responsabile settore giovanile: Giancarlo Finardi[65]

Area tecnica - Primavera
- Allenatore: Valter Bonacina
- Allenatore in seconda: Fabio Grandi
- Preparatore atletico: Mauro Pozzoni
- Preparatore portieri: Mariano Coccia
- Medico: Bruno Speziale
- Fisioterapista o massaggiatore: Stefano Pirovano
- Dirigente accompagnatore: Giuseppe Belotti, Venanzio Moriggi
- Magazziniere: Ferruccio Finardi

Area tecnica - Allievi Nazionali
- Allenatore: Sergio Porrini[66]
- Preparatore Atletico: Matteo Moranda
- Dirigente accompagnatore: Augusto Merletti
- Medico: Paolo Amaddeo
- Massaggiatore: Guido Bonifaccio

Area tecnica - Giovanissimi Nazionali
- Allenatore: Gianluca Polistina
- Dirigenti Accompagnatori: Gianpiero Ghilardi, Stefano Daldossi
- Massaggiatore: Michele Locatelli

Area tecnica - Giovanissimi Regionali "A"
- Allenatore: Massimo Cicconi
- Dirigente accompagnatore: Giuseppe Pandini
- Massaggiatore: Nicola Salvetti

Area tecnica - Giovanissimi Regionali "B"
- Allenatore: Luca Silvani
- Dirigenti accompagnatori: Domenico Polini, Giovanni Manzoni
- Massaggiatore: Angelo Tosi

### Piazzamenti
- Primavera:
  - Campionato: Quarti di finale.
  - Coppa Italia: Quarti di finale.
  - Torneo di Viareggio: Quarti di finale.
- Allievi nazionali:
  - Campionato: Play-off di ammissione alla fase finale.
  - Trofeo di Arco "Beppe Viola": Fase a gironi.
- Giovanissimi nazionali:
  - Campionato: Semifinali.
- Giovanissimi regionali "A":
  - Campionato: 2º.
- Giovanissimi regionali "B":
  - Campionato: Campioni.[67]